# Reddeber
Reddeber este un cartier al orașului Wernigerode din landul Saxonia-Anhalt, Germania. Până în 2009 a fost o comună.